# 大巨股長蝽
大巨股長蝽（学名：Macropes major）为長蝽科巨股長蝽屬下的一个种。